# Burglesauer Tal
Koordinaten: 50° 0′ 4″ N, 11° 5′ 32″ O

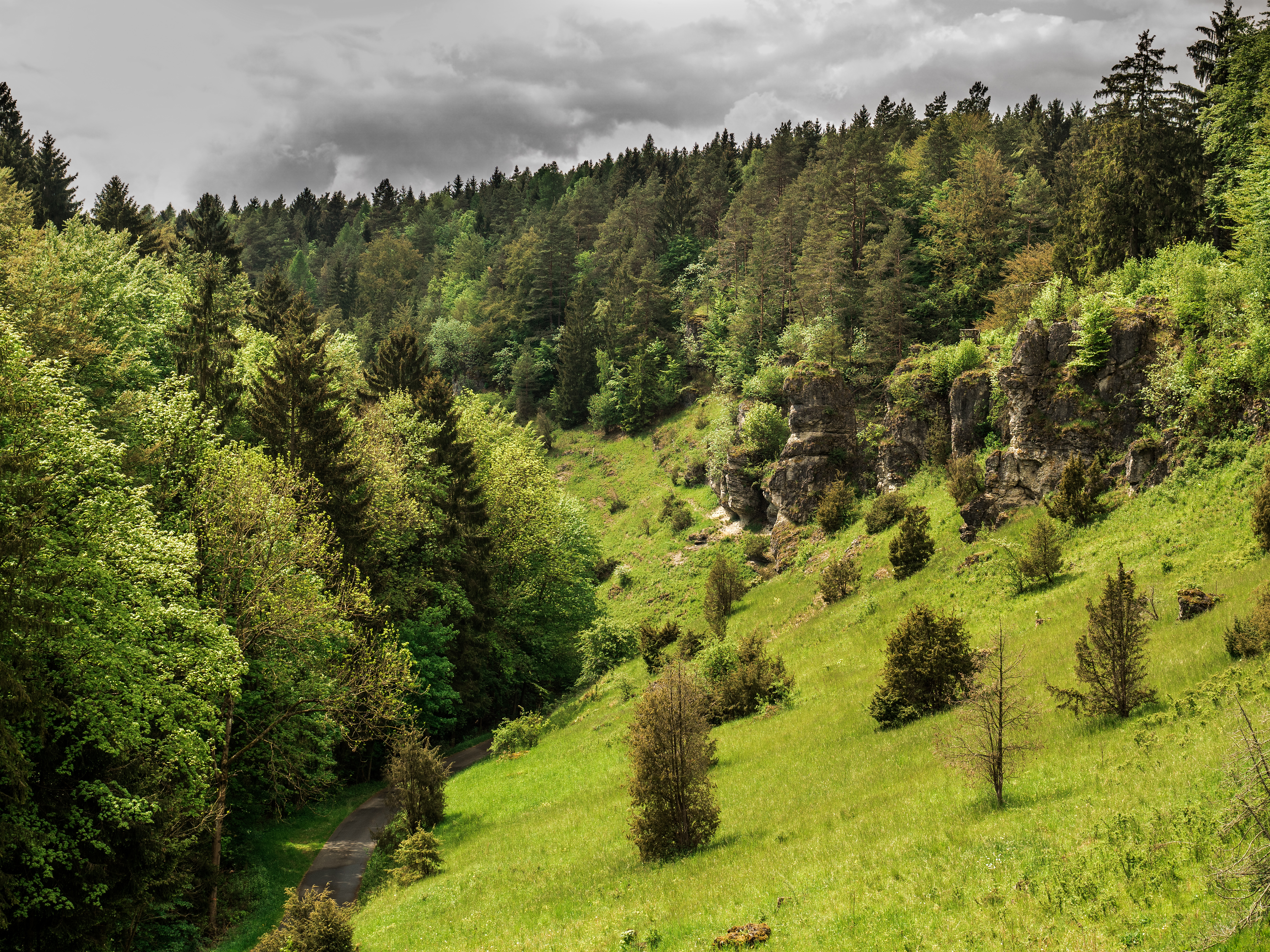
Naturschutzgebiet Burglesauer Tal (Mai 2016)

Das Naturschutzgebiet Burglesauer Tal liegt auf dem Gebiet der Stadt Scheßlitz im Landkreis Bamberg in Oberfranken. Es erstreckt sich nordöstlich von Burglesau, einem Stadtteil von Scheßlitz. Westlich des Gebietes verläuft die St 2210, östlich die BA 28 und südlich A 70. Im Gebiet hat das Burglesaubächlein seine Quelle.

## Bedeutung
Das 56,81 ha große Gebiet mit der Nr. NSG-00359.01 wurde im Jahr 1986  unter Naturschutz gestellt. Es handelt sich um ein Tal von besonderer landschaftlicher Schönheit mit einem naturnahen Fließgewässer – ein Gebiet mit einer Arten-, Biotop- und Strukturvielfalt und zahlreichen seltenen und gefährdeten Tier- und Pflanzenarten.